# Cats on Trees

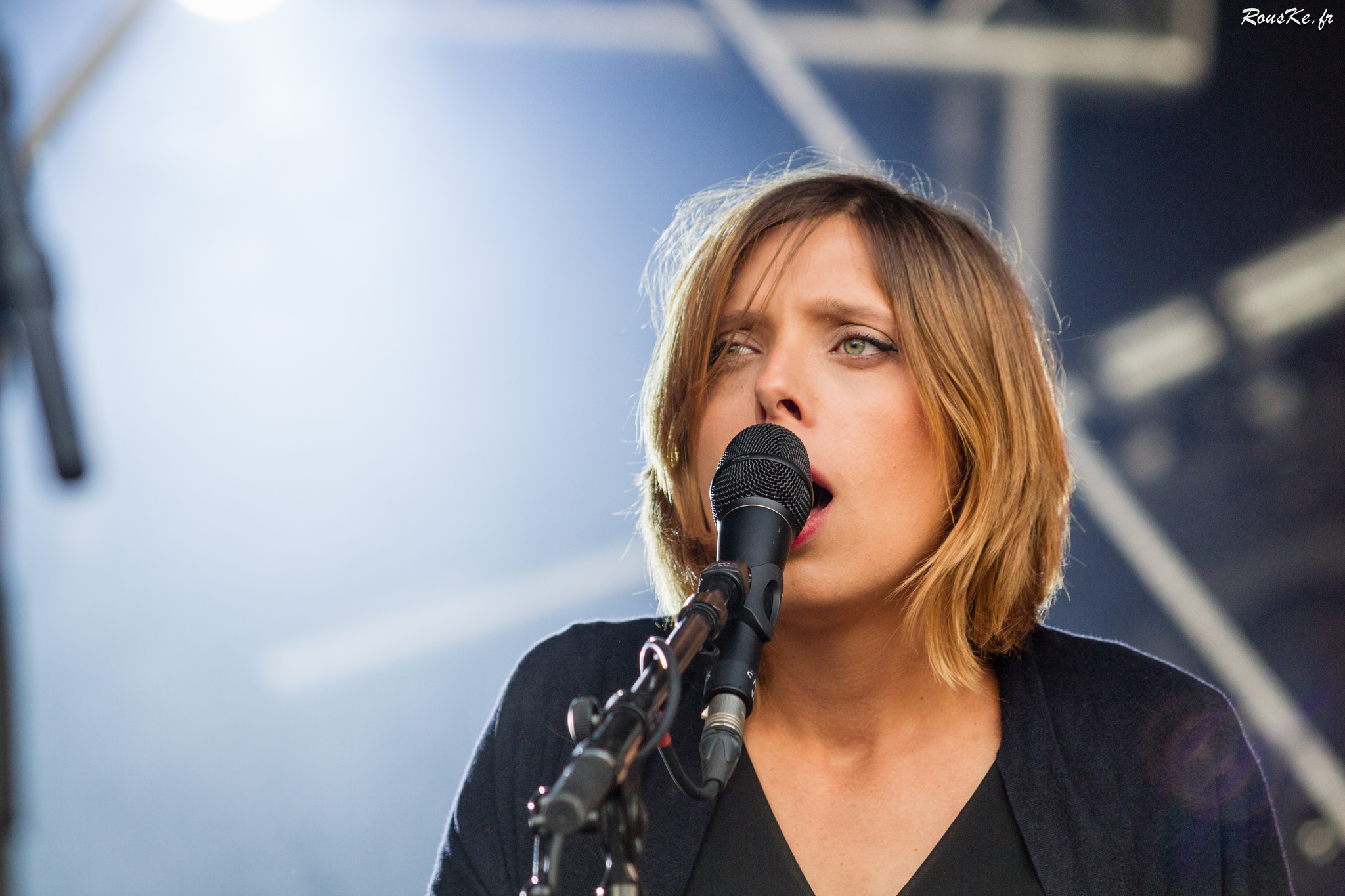
Nina Goern de Cats on Trees lors du festival Soirs d'été 2014 de Oui FM.

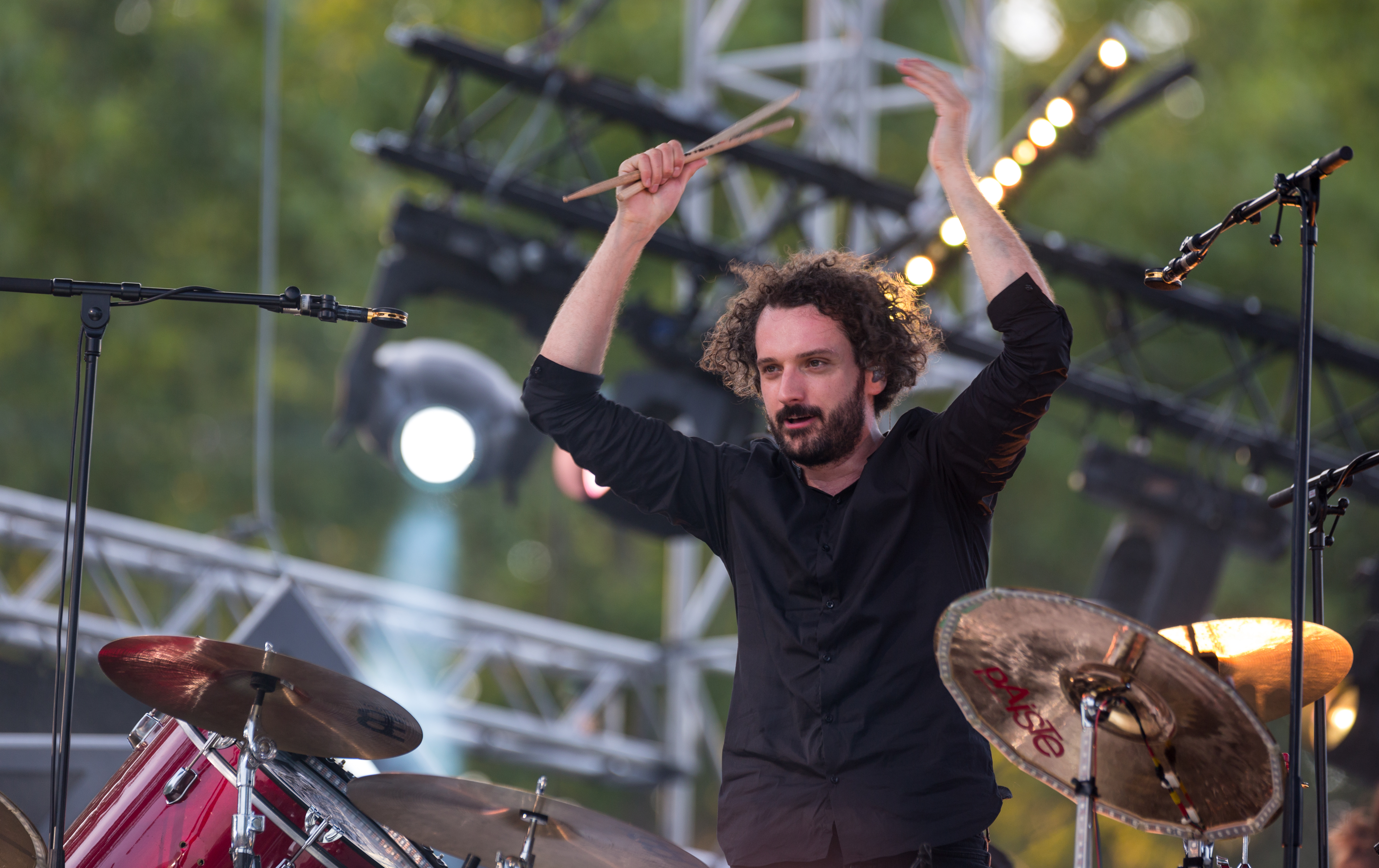
Yohan Hennequin de Cats on Trees, au concert du 14 07 2015 à Toulouse.

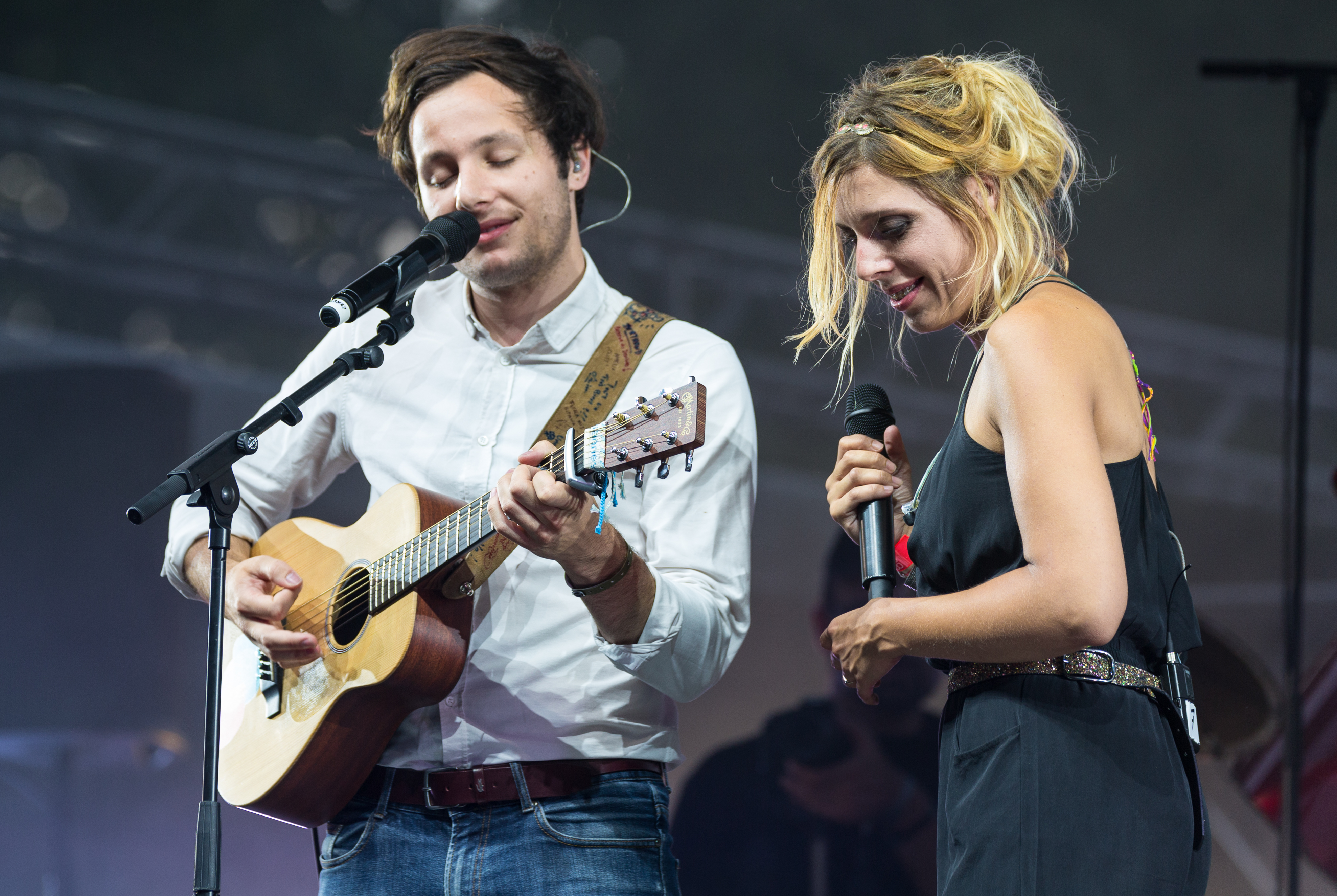
Cats on Trees en concert avec Vianney.

Cats on Trees est un groupe français de pop rock, originaire de Toulouse, en Haute-Garonne. Formé en 2007, il est composé de Nina Goern (voix et piano), née le 21 juillet 1985 à Toulouse, et Yohan Hennequin (rythmique), né en 1983 à Vincennes. Le duo s’inspire de son quotidien, mais aussi de ses émotions et de ses rencontres.

## Historique
Après son baccalauréat musique, Nina part faire des études en musicologie pendant deux ans à Montpellier avant de revenir à Toulouse pour travailler dans l'animation des quartiers en difficultés. À cette époque, elle joue les claviers du groupe Aeria Microcosme, un groupe qui développe une pop Ambient mi-planante mi-sauvage. Yohan Hennequin, quant à lui, joue de la batterie dans Aeria Microcosme. Il a pour seconde passion la peinture et le dessin qui ont toujours fait partie de sa vie au travers de son père, architecte et décorateur de cinéma.
En 2007, les deux artistes décident de donner une nouvelle impulsion à leur jeune carrière et forment le duo Cats On Trees, formation atypique basée sur une rythmique piano-batterie.
Révélé par leurs prestations scéniques et un premier EP, repérés par la presse spécialisée, Cats On Trees est lauréat des « découvertes » au Printemps de Bourges 2010, prix qui contribue à la médiatisation du duo. Cela permet à Nina et Yohan de rencontrer Pierre Rougean, le producteur de leur premier album,,,. 
En juin 2012, ils assurent la première partie des concerts de Benjamin Biolay, et partagent également la scène avec Shaka Ponk et Lou Doillon.
En 2013, le duo sort Cats on Trees, leur premier album éponyme qui bénéficie d'un accueil favorable de la presse,,,, et s'écoule à plus de 220 000 exemplaires. Pour la réalisation de ce premier opus, Cats on Trees s’est entouré d’Albin de la Simone, qui a ajouté ses arrangements de cordes et donné un autre écho à leur musique. Leur pop légère reste dans la tête et évoque des centaines d’images, livrant l’auditeur à ses rêves, bercé par la voix touchante de Nina Goern. Sirens Call est le premier single du groupe, qui est nommé aux Victoires de la musique 2014, dans la catégorie « Album révélation de l'année ». 
À la fin de l’été 2014, le duo se fait remarquer sur Internet avec une reprise de Love You Like a Love Song de Selena Gomez. C’est un véritable succès car leur clip est visionné plus d’un million et demi de fois sur YouTube. Un an plus tard, le duo séduit Calogero qui décide alors de reprendre avec eux leur hit Jimmy sorti sur leur premier album. Le titre est réenregistré en français et en anglais et connait un beau succès,. Le clip sort en juin 2015 dans lequel on peut voir les trois musiciens chanter et jouer de leurs instruments sur les toits. 
En janvier 2016, le duo devient coach de The Voice Belgique aux côtés de Quentin Mosimann, BJ Scott et Stanislas,.
En 2016, le duo participe aussi à l'album hommage à Daniel Balavoine et reprennent Aimer est plus fort que d'être aimé, première chanson en français enregistré à ce jour par le duo toulousain.
Le 16 mars 2018, le groupe revient avec un second album, baptisé Néon, en référence à l'espoir, ou encore “à la lumière qu'on est l'un pour l'autre”. L'album est composé de douze titres dont une partie étaient déjà composées depuis le premier opus. Le premier extrait, le single Keep on Dancing, est délicatement disco pop. Il est suivi de Blue, le deuxième single. Le 16 mai 2018, Cats On Trees donne un concert à la Cigale, ainsi qu’une performance aux Arènes de Nîmes en compagnie de Vianney, le 5 juillet 2018.
En novembre 2018, le titre inédit Shiny Lines of Light est utilisé dans le spot publicitaire que les Galeries Lafayette sort pour les fêtes de Noël.
Trois ans après la sortie de l’album Néon, Cat on Trees dévoile un single inédit. À la sortie des confinements successifs, causés par la pandémie de Covid 19, qui leur ont permis de prendre leur temps, le duo toulousain fait un retour à la simplicité. Please Please Please renoue avec la tendance du premier album, moins funky que le deuxième. Ce single s’affiche alors comme le premier extrait d’un nouvel album attendu pour l’automne 2021.
Début 2022, le duo sort finalement Alie, du prénom d'une amie au cœur des 12 nouvelles chanson de ce troisième album.

## Discographie

### Singles et reprises
- 2009 : Kill Your Legs sur l'album Nouveaux Talents FNAC - Believe Digital

- 2013 : Sirens Call
- 2014 : Love You Like a Love Song (reprise de Selena Gomez)
- 2014 : Burn sur l'album French Getaway - The Great Escape 2014
- 2015 : Mad World (reprise de Tears for Fears)
- 2015 : Jimmy (en duo avec Calogero)
- 2016 : Aimer est plus fort que d'être aimé sur l'album Balavoine(s)
- 2016 : Buffalo Soldier et So Much Trouble In The World (reprises de Bob Marley, sur l'album Tribute Bob Marley : La Légende)
- ? : Le Courage des oiseaux
- ? : Beat it (reprise de Michael Jackson)
- 2018 : Keep on Dancing
- 2019 : Christmas Is All Around sur l'album Joyeux Noël dont les bénéfices sont reversés au Secours populaire français
- 2021 : Please, please, please